# Austropallene cristata
Austropallene cristata là một loài nhện biển trong họ Callipallenidae. Loài này thuộc chi Austropallene. Austropallene cristata được miêu tả khoa học năm 1911 bởi Bouvier.